# United Nations Detention Unit

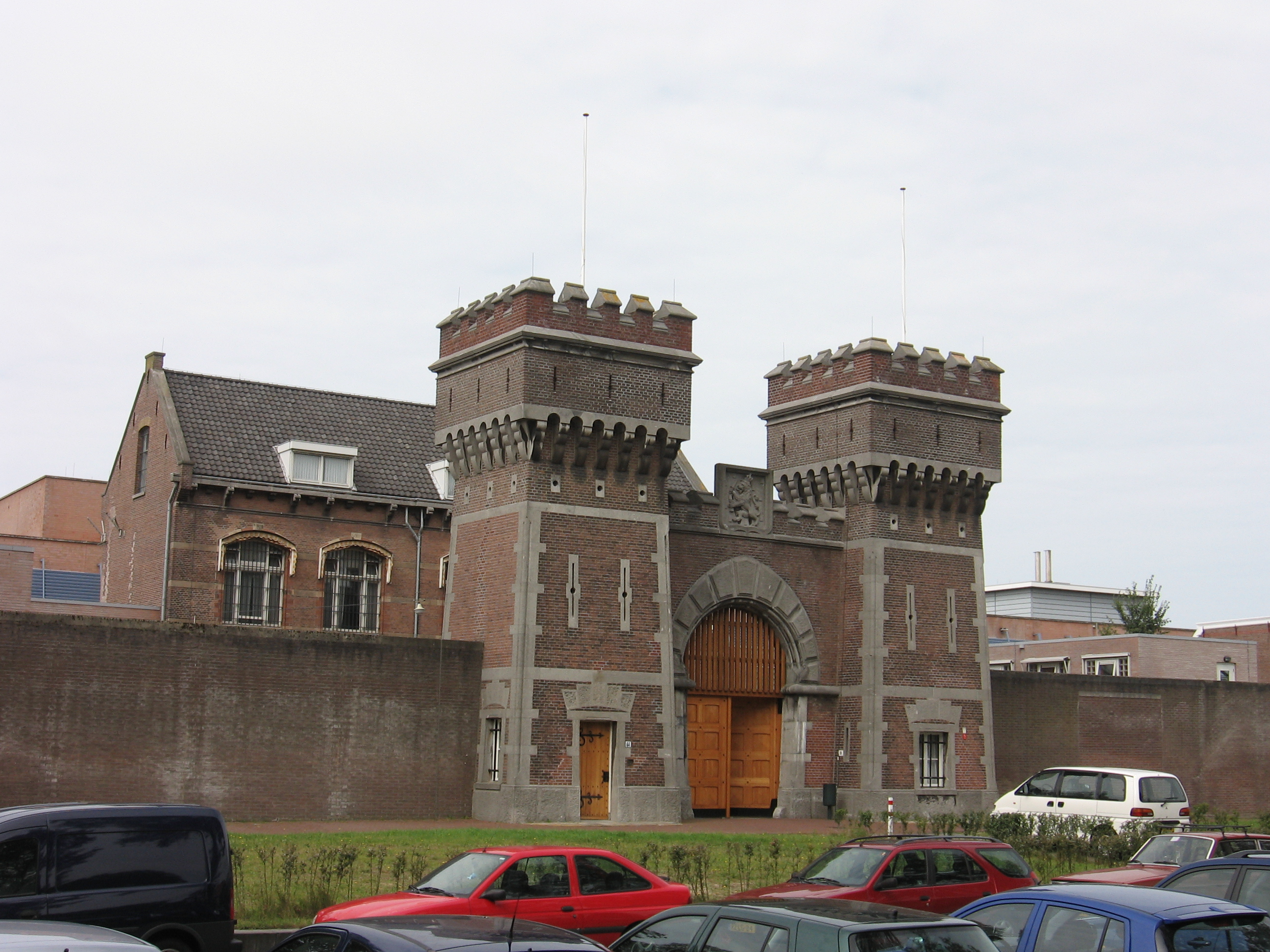
Der Eingang der Penitentiaire Inrichting Haaglanden, in der sich die United Nations Detention Unit befindet

Die United Nations Detention Unit, auch als ICC Detention Center beziehungsweise nach der Einrichtung zunächst als ICTY Detention Unit und in deutschsprachigen Medien meist als UN-Gefängnis bezeichnet, ist eine seit 1994 bestehende Haftanstalt im Verantwortungsbereich der Vereinten Nationen (UN) im Stadtteil Scheveningen der niederländischen Stadt Den Haag. Sie ist Teil des in den 1990er Jahren entstandenen völkerstrafrechtlichen Rechtssystems zur juristischen Verfolgung von Völkermord, Verbrechen gegen die Menschlichkeit und Kriegsverbrechen. In der Anstalt sind Angeklagte des Internationalen Strafgerichtshofs für das ehemalige Jugoslawien (ICTY) und des Internationalen Strafgerichtshofs (IStGH) bis zur Urteilsfindung und während eines Berufungsverfahrens sowie Verurteilte des Internationalen Strafgerichtshofs für Ruanda (ICTR) während ihrer Berufungsverhandlung inhaftiert.

## Juristischer Hintergrund
Rechtliche Grundlage für die Errichtung und den Betrieb der United Nations Detention Unit sind das Statut des Internationalen Strafgerichtshofs für das ehemalige Jugoslawien (ICTY), das 1993 mit der Resolution 893 des UN-Sicherheitsrates verabschiedet wurde, sowie die auf dessen Basis vom Gerichtshof beschlossenen Verfahrensregeln. Die seit 1994 bestehende Einrichtung wird zur Unterbringung von Angeklagten des ICTY und des Internationalen Strafgerichtshofs (IStGH) bis zur Urteilsfindung sowie von Verurteilten dieser beiden Gerichte bis zum Abschluss des Berufungsverfahrens genutzt. Auch Verurteilte des Internationalen Strafgerichtshofs für Ruanda (ICTR) werden während ihrer Berufungsverhandlung hier untergebracht, da die Berufungskammer des ICTY und des ICTR eine gemeinsame Einrichtung beider Gerichte ist. Nach einer rechtskräftigen Verurteilung zu einer Freiheitsstrafe erfolgt die Inhaftierung in anderen Haftanstalten in verschiedenen Ländern, die diesbezüglich mit den Vereinten Nationen zusammenarbeiten. Einige Angeklagte, die zu kürzeren Freiheitsstrafen verurteilt wurden, haben allerdings unter Anrechnung der Dauer der Untersuchungshaft ihre gesamte Strafe in der United Nations Detention Unit verbüßt.

## Lage und Ausstattung

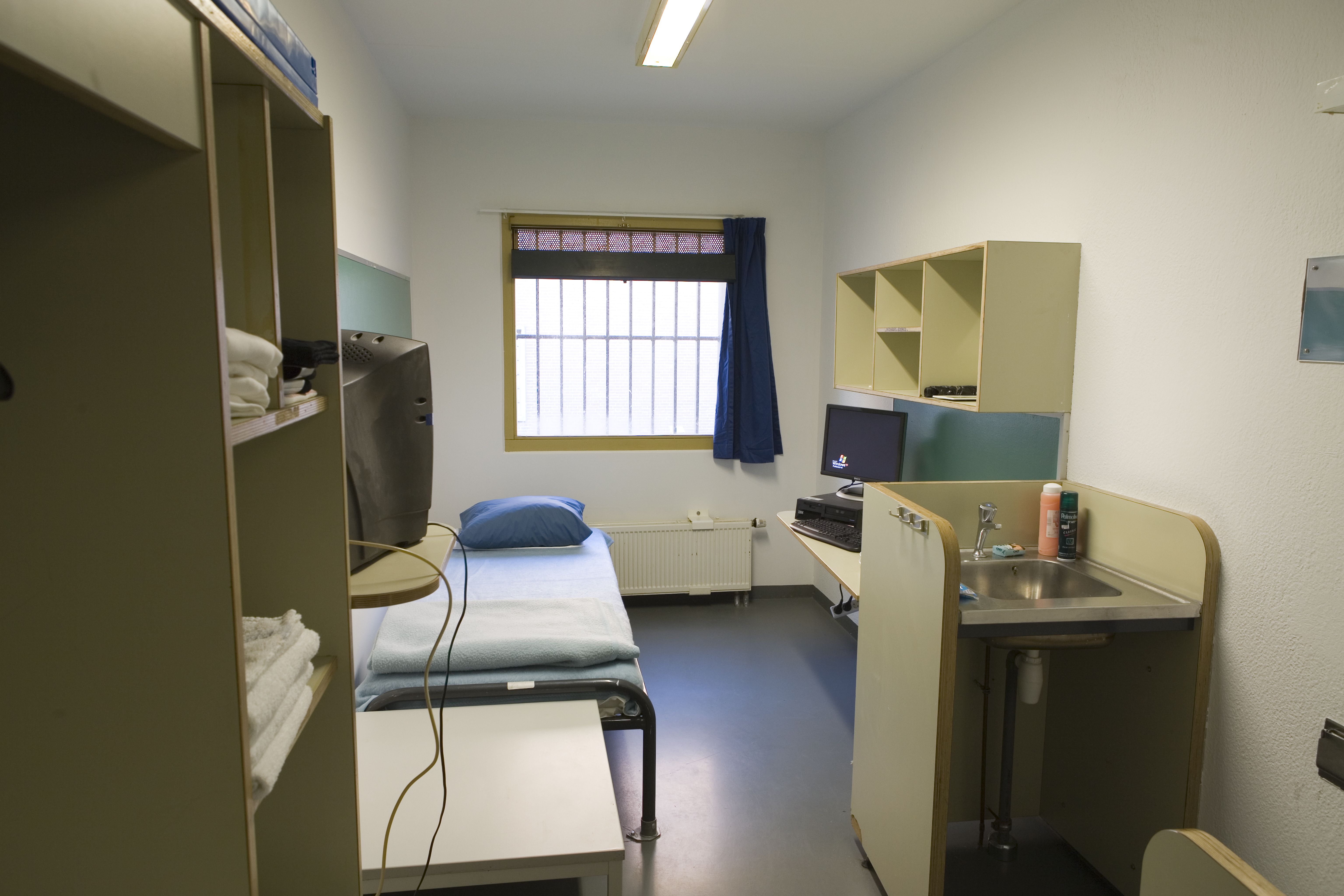
Blick in eine typische Zelle

Die United Nations Detention Unit liegt rund drei Kilometer vom ICTY entfernt und befindet sich in einem eigenen Bereich des in Scheveningen vorhandenen Gefängniskomplexes Penitentiaire Inrichting Haaglanden des niederländischen Justizsystems, für den die Vereinten Nationen einen Nutzungsvertrag mit der Regierung des Landes abgeschlossen haben und entsprechend Miete zahlen. In der Einrichtung können maximal 84 Personen in Einzelzellen mit einer Größe von je 15 Quadratmetern untergebracht werden. Zur Ausstattung der Zellen gehören unter anderem ein Bett, ein Schreibtisch, Regale, ein Schrank, eine Toilette und ein Waschbecken, ein Fernsehgerät sowie technische Einrichtungen zur Kommunikation mit dem Wachpersonal. Neben dem Zugang zu Büchern, Zeitungen und Zeitschriften, zu Gemeinschaftsräumen und einer Küche, zu Gesellschaftsspielen, zu verschiedenen sportlichen und künstlerischen Aktivitäten sowie der Nutzung von Unterhaltungstechnik und von Computern ohne Internetzugang umfassen die Beschäftigungsmöglichkeiten beispielsweise auch Englisch-Sprachkurse, die in der Regel gut besucht sind.
Die Insassen können sich tagsüber auf ihrer Ebene nahezu frei bewegen und beschäftigen, Hofgang wird täglich für eine Stunde gewährt. Das Angebot an religiösen Diensten umfasst den Zugang zu katholischen, christlich-orthodoxen sowie muslimischen Geistlichen und Zeremonien. Angeklagte, die sich selbst verteidigen, haben das Recht, zusätzliche Einrichtungen zu nutzen wie beispielsweise die Möglichkeit, unter Überwachung Faxe zu versenden und zu empfangen. Die im Vergleich zu anderen Gefängnissen komfortabel erscheinende Ausstattung und Unterbringung in der United Nations Detention Unit wird mit der Unschuldsvermutung, die bis zu einer rechtskräftigen Verurteilung gilt, sowie dem fortgeschrittenen Alter der meisten Angeklagten und der erfahrungsgemäß hohen Häufigkeit des Auftretens von Depressionen nach der Ankunft der Inhaftierten begründet. Die Einrichtung verfügt über eine eigene Krankenstation mit entsprechendem Fachpersonal, bei schwerwiegenden medizinischen Problemen erfolgt eine Verlegung der Betroffenen in ein Den Haager Krankenhaus.

## Personal und Insassen

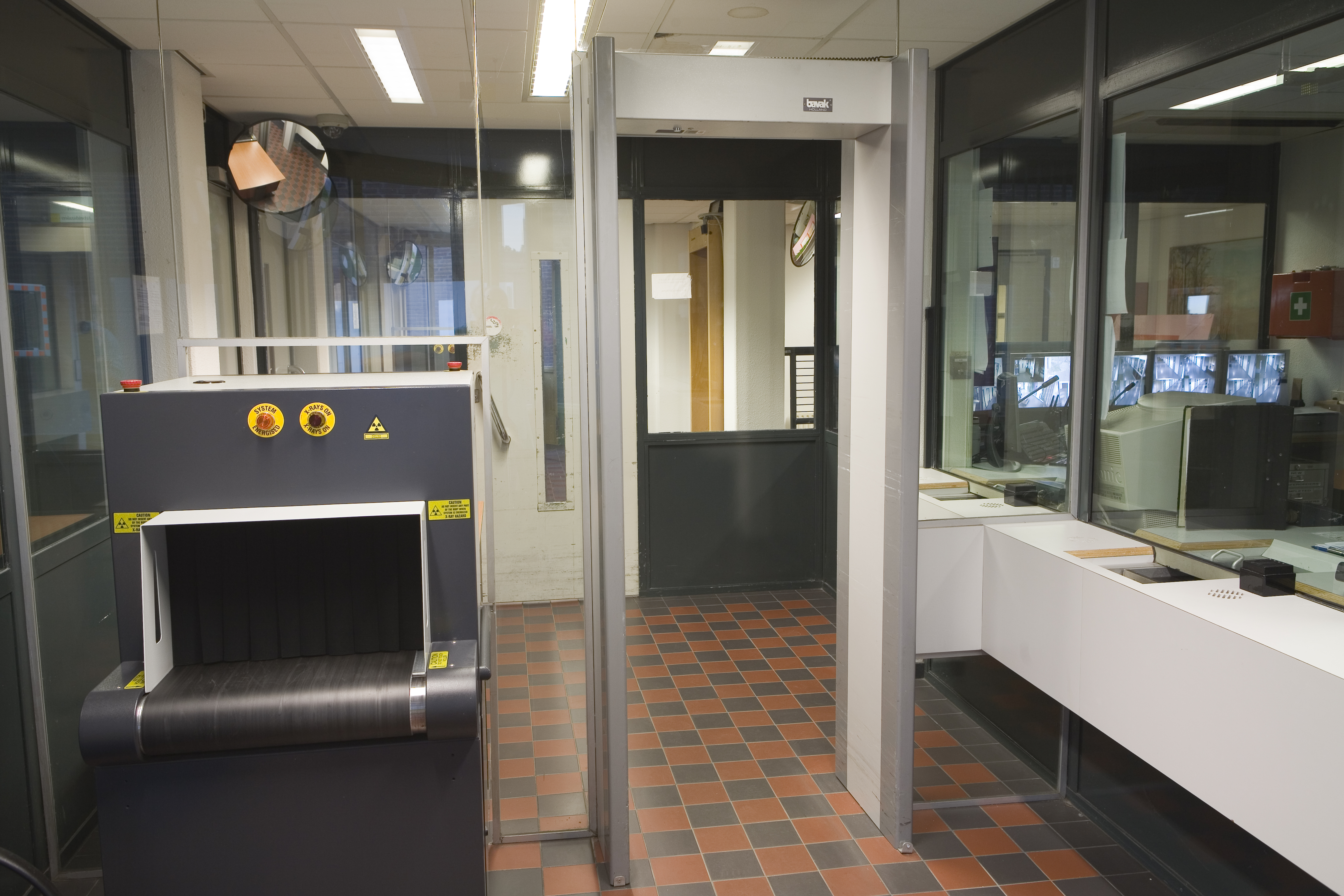
Sicherheitsbereich am Eingang

Das Sicherheitspersonal der United Nations Detention Unit wird größtenteils aus Mitarbeitern des niederländischen Strafvollzugssystems rekrutiert und für die Tätigkeit in der Einrichtung speziell ausgebildet. Leiter ist seit 1997 der frühere irische Armeeoffizier Tim McFadden, der nach Tätigkeiten in irischen Gefängnissen und verschiedenen Einsätzen für die Friedenstruppen der Vereinten Nationen bereits die Errichtung und Leitung der Untersuchungshaftanstalt des ICTR übernommen hatte.
Die Angeklagten dürfen sowohl familiäre beziehungsweise private Besucher als auch diplomatischen und juristischen Beistand empfangen. Das Anrecht auf Besuche aus diplomatischen oder juristischen Gründen ist nicht begrenzt und unterliegt zeitlich und hinsichtlich vertraulicher Kommunikation lediglich den durch die räumlichen Möglichkeiten der Einrichtung entstehenden Einschränkungen. Darüber hinaus werden die Inhaftierten regelmäßig durch das Internationale Komitee vom Roten Kreuz (IKRK) besucht, das gegebenenfalls auch deren Familien bei der Durchführung von Besuchen organisatorisch und finanziell unterstützt.
Die Unterbringung der Insassen, deren Durchschnittsalter Mitte 2008 bei rund 57 Jahren lag, erfolgt ohne Trennung nach nationaler beziehungsweise ethnischer Herkunft oder religiösen Gesichtspunkten. Der erste Inhaftierte in der United Nations Detention Unit war ab April 1995 der vor dem ICTY angeklagte Duško Tadić, erster Insasse unter Jurisdiktion des Internationalen Strafgerichtshofs war ab März 2006 der kongolesische Milizenführer Thomas Lubanga. Seit dem Bestehen der Einrichtung waren dort insgesamt mehr als 130 Personen untergebracht. Zu den bekanntesten Insassen zählten der ehemalige serbische Präsident Slobodan Milošević, der während seiner Inhaftierung verstarb, sowie der für seine Beteiligung am Bürgerkrieg in Sierra Leone angeklagte Ex-Präsident von Liberia Charles Taylor, dessen Prozess aus Sicherheitsgründen in Den Haag und nicht wie die anderen Prozesse des Sondergerichtshofs für Sierra Leone in Freetown stattgefunden hat.